# Diecezja rzeżycko-agłońska
Diecezja Rzeżycko-Agłońska (łac. Dioecesis Rezeknensis-Aglonensis) (łot. Rēzeknes–Aglonas diecēze) – jedna z czterech diecezji obrządku łacińskiego metropolii ryskiej na Łotwie, położona we wschodniej części kraju.

## Historia
Diecezja rzeżycko-agłońska została utworzona 2 grudnia 1995 r. przez papieża Jana Pawła II z podziału archidiecezji ryskiej, w wyniku reformy struktur Kościoła katolickiego na Łotwie.

## Główne świątynie
- Katedra Najświętszego Serca Jezusowego w Rzeżycy
- Bazylika Wniebowzięcia Najświętszej Maryi Panny w Agłonie